# Eriophora nephiloides
Eriophora nephiloides är en spindelart som först beskrevs av O. Pickard-Cambridge 1889.  Eriophora nephiloides ingår i släktet Eriophora och familjen hjulspindlar. Inga underarter finns listade i Catalogue of Life.